# Illinoia
Illinoia är ett släkte av insekter som beskrevs av Wilson 1910. Illinoia ingår i familjen långrörsbladlöss.

## Dottertaxa tillIllinoia, i alfabetisk ordning[1][2]
- Illinoia alni
- Illinoia anaphilidis
- Illinoia andromedae
- Illinoia azaleae
- Illinoia borealis
- Illinoia brevitarsis
- Illinoia canadensis
- Illinoia ceanothi
- Illinoia corylina
- Illinoia crystleae
- Illinoia davidsoni
- Illinoia dzhibladzeae
- Illinoia finni
- Illinoia goldmaryae
- Illinoia gracilicornis
- Illinoia grindeliae
- Illinoia lambersi
- Illinoia liriodendri
- Illinoia macgillivrayae
- Illinoia magna
- Illinoia masoni
- Illinoia maxima
- Illinoia menziesiae
- Illinoia morrisoni
- Illinoia pallida
- Illinoia paqueti
- Illinoia patriciae
- Illinoia pepperi
- Illinoia phacelia
- Illinoia pinawae
- Illinoia reticulata
- Illinoia rhododendri
- Illinoia rhokalaza
- Illinoia richardsi
- Illinoia rubicola
- Illinoia simpsoni
- Illinoia spiraeae
- Illinoia spiraecola
- Illinoia subviride
- Illinoia thalictri
- Illinoia wahnaga
- Illinoia wilhelminae